# Нагомарі
Нагомарі (груз. ნაღომარი) — село в Грузії.
За даними перепису населення 2014 року в селі проживає 15 особа.